# Stadio Friuli
Stadio Friuli–Dacia Arena (do 2016 Stadio Friuli, wcześniej Stadio dei Rizzi) – stadion piłkarski o pojemności trybun 25 132 miejsc siedzących, zlokalizowany w Udine we Włoszech, którego nazwa pochodzi od krainy historycznej oraz regionu geograficznego (w 2016 do nazwy dodano drugi człon, związany ze sponsorem areny). Od września 1976 domowy obiekt Udinese Calcio.
Wybudowany w latach 1971–1976 i oficjalnie otwarty 26 września 1976, jako Stadio dei Rizzi (od nazwy dzielnicy), podczas meczu Serie C Udinese Calcio–Seregno Calcio. Posiadał jedną trybunę zadaszoną z charakterystycznym łukiem (trybuna główna), natomiast trzy pozostałe trybuny pozostawały niezadaszone (początkowo znajdowały się na nich wyłącznie miejsca stojące, siedziska zamontowano dopiero w latach 80.). W 1990 był jednym ze stadionów, na których rozegrano spotkania piłkarskich Mistrzostw Świata (trzy pojedynki grupy E).
Gruntownie przebudowany w latach 2013–2016, gdy ze stadionu wielofunkcyjnego (rozgrywano na nim mecze piłki nożnej, rugby i zawody lekkoatletyczne) stał się obiektem typowo piłkarskim. Zakres robót obejmował przede wszystkim likwidację bieżni lekkoatletycznej i budowę trzech nowych trybun wraz z ich zadaszeniem (przez co zmniejszyła się pojemność trybun z 41 652 miejsc).

## Mecze Mistrzostw Świata 1990
| 13 czerwca 1990 17:00 | Urugwaj | 0:0 | Hiszpania | Grupa E Widzów: 35 713 Sędzia: Helmut Kohl |
|                       |         |     |           |                                            |

| 17 czerwca 1990 21:00 | Korea Południowa · Hwangbo Kwan 42' | 1:3(1:1) | Hiszpania · 22', 61', 81' Míchel | Grupa E Widzów: 32 733 Sędzia: Elías Jácome |
|                       |                                     |          |                                  |                                             |

| 21 czerwca 1990 17:00 | Korea Południowa | 0:1(0:0) | Urugwaj · 90' Daniel Fonseca | Grupa E Widzów: 29 039 Sędzia: Tullio Lanese |
|                       |                  |          |                              |                                              |